# Canadas økonomi
 Canadas økonomi er verdens 11. største (2018) og er en af verdens rigeste lande målt på BNP pr. indbygger. Canada er medlem af Organization for Economic Co-operation and Development (OECD) og Group of Eight (G8). Den mest udbredte sektor er servicesektoren, der giver job til omkring 75 % af Canadas lønmodtagere. Canada er usædvanligt blandt i-landene, idet den primære sektor har en stor betydning for landets økonomi. Årsagen er den store skov-, mine- og olie-industri.

Landet har en temmelig stor industrisektor, der ligger i det centrale Canada, hvor især bilindustrien og flyindustrien har stor betydning. Med den lange kystlinje har Canada verdens 8. største fiske- og skaldyrsindustri. Desuden har Canada en af verdens største underholdningssoftware-industrier.

## Generelt
Canada er ligesom USA kendt for at have et af verdens højeste grader af økonomisk frihed. Generelt er Canadas økonomiske system ret identisk med det amerikanske, og er dermed et markedsorienteret kapitalistisk system. I september 2013 havde Canada en arbejdsløshed på 6,9 %, og er dermed ved at komme sig oven på finanskrisen 2007-2010. Per oktober 2013 varierede arbejdsløsheden fra 4,3 % i Saskatchewan og Alberta til 10,7 % i New Brunswick.
Ifølge Forbes 2000-listen over verdens største selskaber i 2008 havde Canada 69 firmaer på listen og rangerede dermed som nummer fem på listen.
| Provins/territorie       | Arbejdsløshed (Oktober 2013) |
| ------------------------ | ---------------------------- |
| Newfoundland og Labrador | 10,4                         |
| Nova Scotia              | 8,6                          |
| New Brunswick            | 10,7                         |
| Quebec                   | 7,6                          |
| Ontario                  | 7,3                          |
| Manitoba                 | 5,5                          |
| Saskatchewan             | 4,3                          |
| Alberta                  | 4,3                          |
| British Columbia         | 6,7                          |
| Canada (national)        | 6,79                         |

### International handel
International handel udgør en stor del af Canadas økonomi, primært på grund af Canadas mange naturressourcer. I 2009 stod landbrug, energi (råolie, gas og lignende), skovdrift og mine eksport for omkring 58 % af landets eksport. I samme årstal stod eksport for 30 % af Canadas bruttonationalprodukt (BNP). USA er klart Canadas største import- og eksport-partner, idet USA står for 73 % af eksporten og 62,5 % af importen i 2012. Canadas samlede eksport og import er på en 8. plads på verdensplan.

## Husholdningsgæld
Husholdningsgæld er mængden er penge, som alle voksne i landet skylder til banker, realkreditinstitutter og lignende. Det inkluderer forbrugslån, huslån og lignende. Paul Krugman advarede i 2007 imod, at husholdningsgælden i USA havde nået 130 % af husholdningens gennemsnitlige indkomst. Året efter brød finanskrisen ud. Krugman mente, at man skulle skelne mellem på den ene side den totale nationale gæld (privat og offentlig) i forhold til BNP, og på den anden side landets gæld til udlandet. Statistics Canada repporterede i marts 2013, at man i Canada havde en husholdningsgæld på 165 % i forhold til indkomst - faretruende meget.  Den Internationale Valutafond sagde, at omkring 70 % af disse lån var huslån. De resterende 30 % bestod primært af billån og overtræk på kreditkort. 

### Forhøjede huspriser 2013
Den 13. juni 2013 vurderede Bank of Canada, at "sundheden i den canadiske økonomi" var relativ god. Yderligere sagde banken dog, at et af de største og mest risikofyldte problemer er kombinationen af Canadas meget høje grundpriser og en høj rente for huslån. Dette havde forbedret sig siden december 2012, men var stadigvæk et stort problem.  OECD advarede også i juni 2013 imod, at Canadas grundpriser var de mest overvurderede i den vestlige verden, og at hus- og grund-priserne bare blev ved med at stige. Bank of Canada advarede især mod, at Torontos ejerlejligheder blev solgt til så høje priser, når der var så mange usolgte ejerlejligheder, der var under konstruktion.

## Nøgleindustrier
Den canadiske økonomi i 2012, sammensat af nedenstående industrier, efter deres procentdel af BNP. 
- 12,34 % ejendomshandel og -udlejning
- 10,86 % fremstilling og produktion
- 07,96 % mineproduktion, olie og gas
- 07,03 % sundhed og social assistance
- 06,90 % offentlig administration
- 06,55 % finans og forsikring
- 05,41 % detail-salg
- 05,41 % engrossalg
- 05,38 % uddannelse
- 05,21 % forskning og teknisk service
- 04,20 % transport og opmagasinering
- 03,31 % medie- og kultur-industrien
- 02,58 % skraldeservice, rensning og administrativ support
- 02,46 % forsyning
- 02,10 % logi- og mad-service
- 02,04 % andre typer service (udover offentlig administration)
- 01,59 % landbrug, skovarbejde, jagt og fiskeri
- 00,76 % ledelse af virksomheder
- 00,75 % kunst, underholdning og rekreation

### Servicesektoren
Den canadiske servicesektor er stor og mangesidet, og den giver job til knap 75 % af landets ansatte.  Den største arbejdsgiver er detail-industri, idet den beskæftiger 12 % af canadierne.  Detailindustrien er primært koncentreret i nogle få, store kæder. I de sidste år har der været en stigning i antallet af såkaldte megavarehuse. Dette har gjort, at der er færre, der arbejder i industrien i dag, en der var for blot nogle få år siden. Desuden er mange af jobbene er flyttet til forstaderne, da det er nemmere og billigere at have et megavarehus her ift. inde midt i byen.

 Den næststørste industri inden for servicesektoren er business-industrien, der blot beskæftiger en smule færre en detailhandel-industrien. Dette inkluderer finansiel service, handel med ejendom og kommunikations-afdelingerne. Denne del af økonomien er steget stærkt inden for de sidste år. Den er primært koncentreret i de store byer, især Vancouver, Toronto og Montreal.

 Uddannelses- og sundheds-industrien er også to af de største industrier i servicesektoren, men en stor del af disse er under regeringen. Sundhedsindustrien er steget kraftigt inden for de sidste år, og er nu den tredjestørste industri i Canada. Dens hurtige vækst har givet problemer for regeringen, der har måtte finde penge for at finansiere den.

 Canada har en vigtig højteknologisk industri, der laver software både for lokal og international brug. Turismen er også en stadig større industri, hvor størstedelen af turisterne kommer fra USA. Selvom den stærke canadiske dollar har skadet denne sektor, er også kinesiske turister begyndt at komme til Canada i stor stil. 

### Fabrikation
Den generelle udvikling i de vestlige lande har været, at den primære sektor først er blevet erstattet af den sekundære sektor, og så bagefter af den tertiære sektor. Canada har ikke undgået dette skift - i 1944 stod fremstilling for 29 % af BNP , i 2005 stod den for 15,6 % - men ændringen er noget mindre, end den er og har været i fx USA, Tyskland og Danmark. Canadas fabrikationssektor blev ramt hårdt af finanskrisen i 2007-2010, og i 2012 stod fabrikation for blot 10,86 % af Canadas BNP , hvilket er et fald på 4,74 % på blot otte år. 

Canada er også hjemland til de såkaldte "branch plants". Udtrykket betyder udenlandske kæder, der anlægger deres fabrikker i Canada for at slippe for at betale importtold. Grundet Canadas mange frihandelsaftaler har det ikke den store betydning, men mange fabrikker ligger stadigvæk i Canada, fordi de blev bygget der før frihandelsaftalerne. Disse branch plants ligger især i delstaterne Ontario og Quebec, og samme region producerer flere biler end den nærliggende amerikanske stat Michigan, der er kendt som "hjertet i den amerikanske bilindustri". I dag ligger der også en del nye udenlandske fabrikker i Canada, på grund af den højtuddannede canadiske befolkning og lavere lønningsomkostninger end i USA. Desuden har Canada et offentligt sundhedssystem, hvilket frigør virksomheder fra at købe en dyr sundhedsforsikring til medarbejderne, som firmaer skal i USA.

 Det meste af den canadiske produktionssektor består af branch plants, men der er også nogle canadiske firmaer, der har en stor fremstilling, såsom Bombardier Inc.

### Mineindustrien
Det primære erhverv bliver konstant mindre vigtigt i Canadas samlede økonomi. Blot 4 % af canadierne er ansat i dette erhverv, og det står for 6,2 % af landets BNP.  Dette erhverv er dog stadig altafgørende i nogle dele af landet. Mange af byerne i det nordlige Canada, hvor landbrug er næsten umuligt, eksistere udelukkende på grund af en nærliggende mine. Canada er en af verdens store medspillere, når det gælder produktion af naturressourcer såsom guld, nikkel, uran, diamanter og bly. Adskillige af Canadas største selskaber er baseret på naturressourcer, såsom EnCana, Cameco, Goldcorp og Barrick Gold. Langt størstedelen af disse ressourcer eksporteres, primært til USA. Der er også mange jobs inden for sekundære erhverv og det tertiære erhverv, der er direkte tilknyttet disse ressourcer.

 Afhængigheden af disse ressourcer har flere effekter på Canadas økonomi. Hvor ting som fremstillings- og service-industrien er lette at standardisere og fordele nogenlunde mellem de forskellige stater og territorier, varierer mængden af naturressourcer meget meget regionerne imellem. Dette gør, at forskellige økonomiske strukturer udvikles, og det er medvirkende til, at Canada er meget forskellig alt efter regionen. Samtidig med at hovedparten af ressourcerne eksporteres, hvilket binder Canada tæt sammen med andre lande.

 Dette erhverv rejser også spørgsmålet om, hvor længe det kan fortsætte. Til trods for adskillige årtier med en intensiv udvinding, så er der i dag lille risiko for udtømning. Der sker stadigvæk store opdagelser af nye ressourcer, såsom den massive mængde nikkel ved Voisey's Bay. Endvidere er enorme områder i det nordlige Canada endnu ikke blevet udforsket, idet mineselskaberne afventer højere priser eller nye teknologier til at udvinde metallerne. I de sidste årtier er canadierne blevet mindre villige til at acceptere den miljømæssige ødelæggelse, der risikerer at følge med, når ressourcerne udnyttes. Høje lønninger og landkrav fra Canadas oprindelige befolkning har bremset udvidelse i Canada. I stedet har de canadiske selskaber vendt blikket mod andre lande, hvor udgifterne er lavere, og regeringerne mere ligeglade med miljøet. De canadiske firmaer spiller en stadigt større rolle i metaludvinding i Latinamerika, Sydøstasien og Afrika. 

### Produktion af energi
Canada er et af de få vestlige lande, der eksporterer energi i stor stil - 2,9 % af Canadas BNP stammer fra eksport af energi og ressourcer hertil. Det vigtigste dele af produktionen er store olie- og gas-forekomster i Northwest Territory, Yukon, Nunavut og Alberta, men også i de nærliggende provinser British Columbia og Saskatchewan. I Canada udnytter man i stor stil tjæresand, hvilket gør, at Canada har verdens tredjestørste kendte oliereserver - efter Saudi Arabien og Venezuela ifølge United States Geological Survey. I British Columbia og Quebec, såvel som Ontario, Saskatchewan, Labrador og Manitoba, fører en massiv udnyttelse af vandkraft til billig energi. Vandkraft er relativt miljøvenligt, og blandt andet derfor er Canada blandt landene i verden med højest forbrug af energi per indbygger.  Den billige energi er årsagen til et stort antal industrier i Canada, deriblandt den store aluminiums-industri i British Columbia og Quebec.
Historisk er et stort politisk spørgsmål i Canada hvordan man skal fordele sine ressourcer: Til olieindustrien i det vestlige Canada, eller til hjertet af fabrikations-industrien i Ontario. Et stort antal udenlandske investeringer i olieindustrien har fået den canadiske dollar til at stige, hvilket har svækket fabrikationsindustrien pga. en dårligere evne til at konkurrere. Desuden har Ontario ikke særlig mange naturressourcer, så regionen kan ikke ride med på bølgen. Udover det er det billigere at sende olie fra det vestlige del af Canada til det vestlige USA, end det er at sende olien til det østlige Canada. Af den årsag er der en stor atomkraftsindustri i Ontario, der dækker mere end halvdelen af regionens energibehov. En af de mest kontroversielle dele af en canadisk-amerikansk frihandelsaftale fra 1988 var et løfte om, at canadisk olie aldrig ville være dyrere for amerikanerne end for canadierne.

### Landbrug
Canada er en af verdens største landbrugsnationer, og producerer især hvede og andre kornsorter. Canada er en stor eksportør af landbrugsprodukter, primært til USA og Asien. Som med alle andre vestlige lande er landbrugets procentdel af BNP faldet drastisk gennem det 19. og 20. århundrede.

 Som de fleste i-lande yder Canada massiv støtte til landbrugssektoren, men på trods af dette er landet en af fortalerne for at reducere regeringernes indflydelse og støtte til landbruget. Canada har udøvet størstedelen af presset gennem WTO. I år 2000 brugte Canada omkring 4,6 milliarder canadiske dollar på støtten. Af dette blev 2,32 mia. dollars klassificeret af WTO som "green box" støtte, dvs. støtte som ikke virkede direkte, men gik til fx forskning eller katastrofenødhjælp.

## Frihandelsaftaler
(primære kilde:)
- Canada-USA Free Trade Agreement (FTA) - underskrevet 12. oktober 1987, startede 1. januar 1989, senere ugyldiggjort af NAFTA
- North American Free Trade Agreement (NAFTA) - startede 1. januar 1994, inkluderer USA, Canada og Mexico
- Canada-Israel Free Trade Agreement - startede 1. januar 1997
- Canada-Chile Free Trade Agreement - startede 5. juli 1997
- Canada-Costa Rica Free Trade Agreement - startede 1. november 2002
- Canada-European Free Trade Association Free Trade Agreement - involverer Island, Norge, Schweiz og Liechtenstein
- Canada-Peru Free Trade Agreement - startede 1. august 2009
- Canada-Colombia Free Trade Agreement - underskrevet 21. november 2009
- Canada-Jordan Free Trade Agreement - underskrevet 28. juni 2009
- Canada-Panama Free Trade Agreement - underskrevet 14. maj 2010

Canada er involveret i forhandlinger med følgende lande og handelsblokke:
- Ukraine
- Marokko
- Indien
- Sydkorea
- Dominikanske Republik
- Singapore
- CARICOM (international caribisk organisation a la EU)
- EU[35]
- Japan[36]
- Kina[37]

Desuden er Canada involveret i forhandlinger om skabelse af følgende handelsblokke:
- Canada-Central American Free Trade Agreement
- Free Trade Areas of the Americas (FTAA)